# Raión de Shevchenko (Dnipró)
Raión de Shevchenko (en ucraniano: Шевченківський район) es un raión o distrito urbano de Ucrania, en la ciudad de Dnipró. 
Comprende una superficie de 31 km².

## Demografía
Según estimación 2010 contaba con una población total de 159914 habitantes.